# Pomnik Bismarcka w Hamburgu
Pomnik Bismarcka (niem. Bismarck-Denkmal) w Hamburgu – jest najwyższym i najbardziej znanym pomnikiem Ottona von Bismarcka na świecie. Znajduje się na wzgórzu (Elbhöhe) w parku Alter Elbpark, na skraju Nowego Miasta.

## Historia
Konkurs na pomnik został ogłoszony w 1901 roku. Pomnik wzniesiono w latach 1903–1906. Ma 34,3 m wysokości, waży 625 ton. Prace rzeźbiarskie przy pomniku wykonał Hugo Lederer. Bismarck został wystylizowany w formie posągu Rolanda.

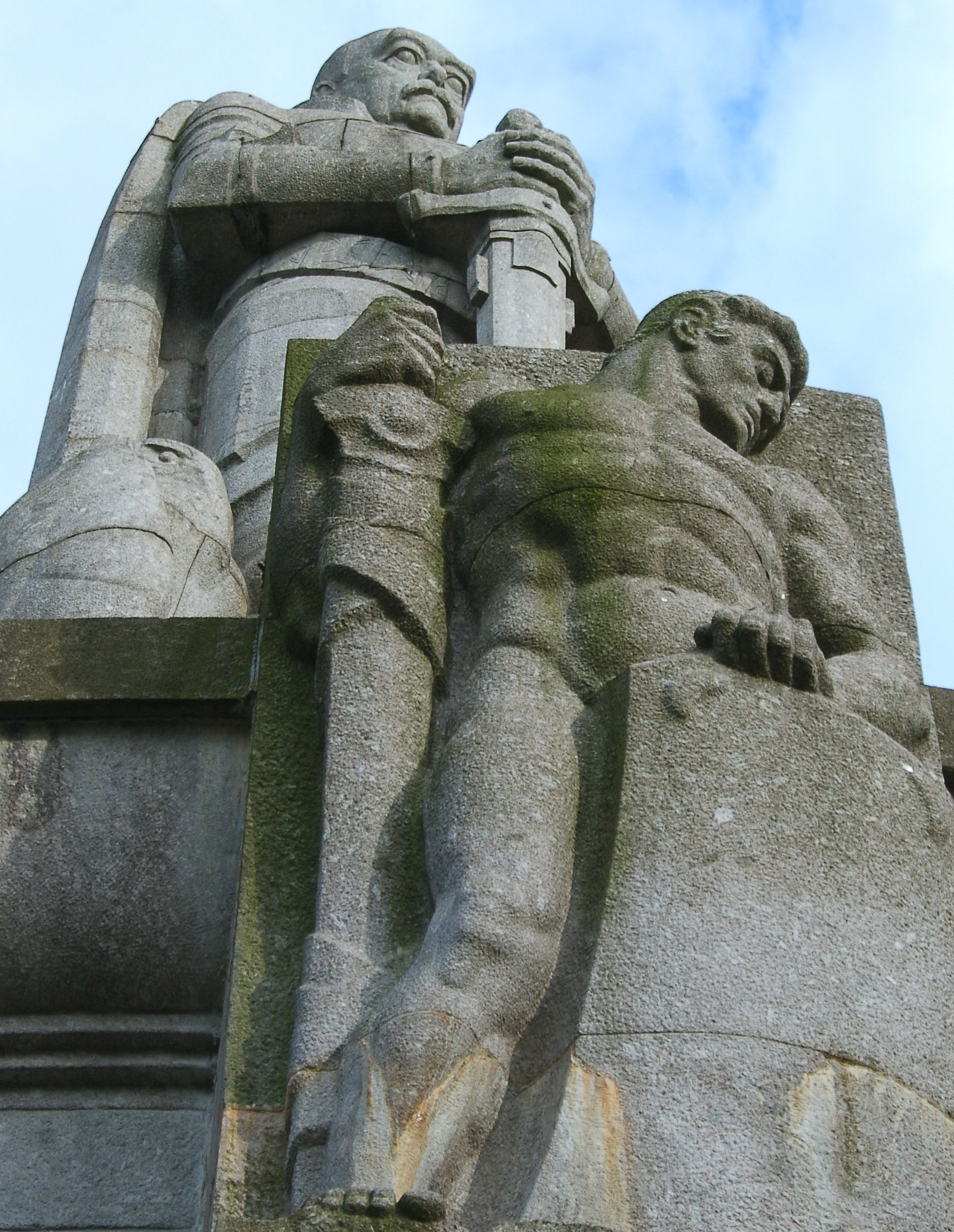
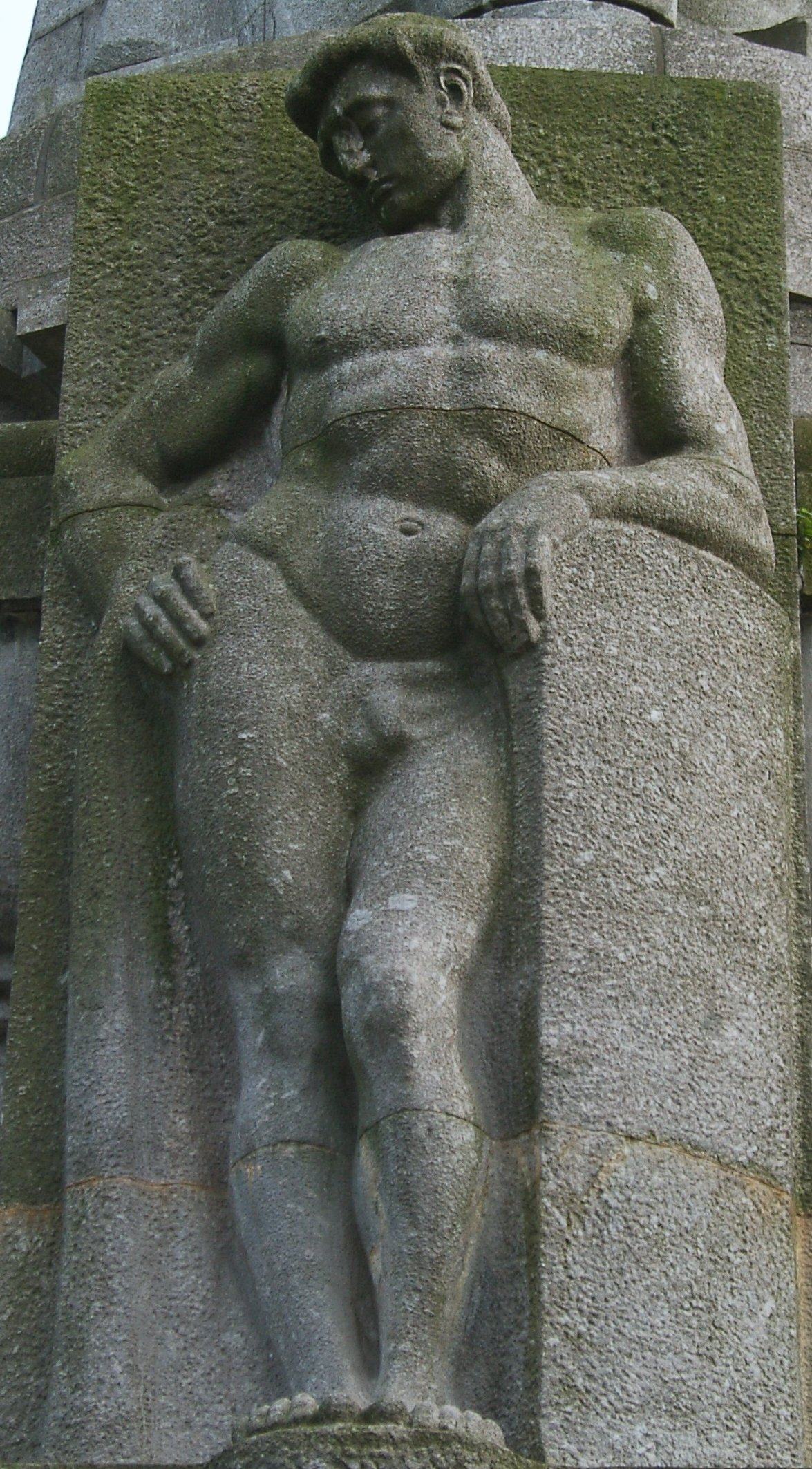
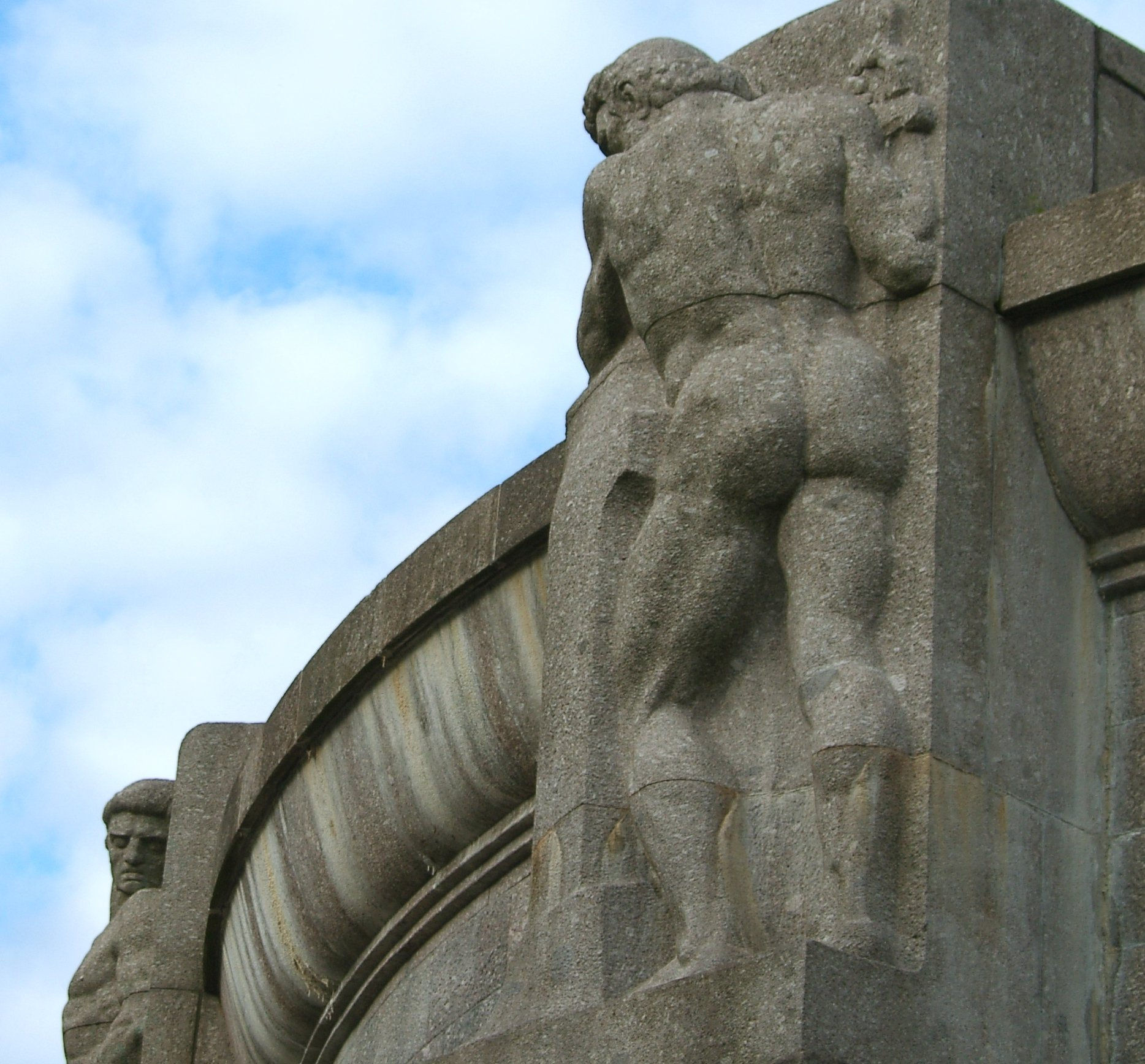
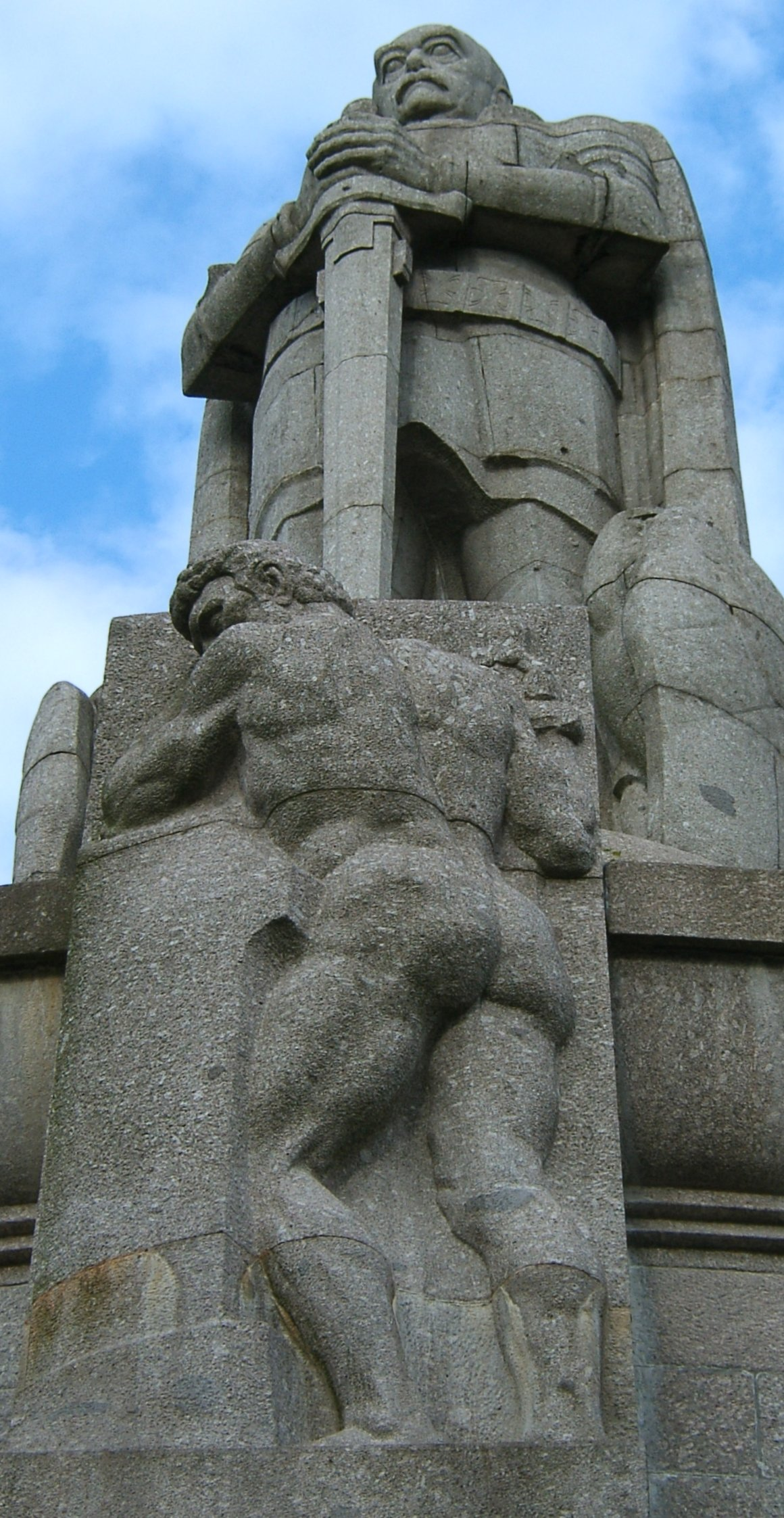